# Liste des monuments historiques de Nancy
Cet article recense les monuments historiques de Nancy, en France.

## Statistiques
En 1976, le centre historique de Nancy est l'un des plus vastes secteurs sauvegardés créés en France par application de la loi Malraux.
En effet, avec 259 monuments protégés, Nancy est la quatrième ville française comptant le plus de monuments historiques, après Paris, Bordeaux, La Rochelle, mais devant Lyon.
Nancy possède 259 édifices protégés au titre des monuments historiques, soit 45 % des monuments du département de Meurthe-et-Moselle. 77 édifices comportent au moins une partie classée ; les 182 autres sont inscrits. La ville possède, entre autres, deux monuments classés sur la première liste des monuments historiques de 1840.
Le graphique suivant résume le nombre d'actes de protection par décennies (ou par année avant 1880) :

## Liste
| Monument | Adresse                                                                    | Coordonnées                      | Notice         | Protection                    | Date                | Illustration |
| --- | -------------------------------------------------------------------------- | -------------------------------- | -------------- | ----------------------------- | ------------------- | --- |
| Arc Héré | rue Héré                                                                   | 48° 41′ 40″ nord, 6° 10′ 58″ est | « PA00106099 » | Classé                        | 1923 2003           | Arc Héré |
| Banque SNVB | 4 place André-Maginot                                                      | 48° 41′ 24″ nord, 6° 10′ 38″ est | « PA00132624 » | Inscrit                       | 1994                | Banque SNVB |
| Basilique Saint-Epvre décor intérieur                                                                                                 | place Saint-Epvre et place du Colonel-Fabien                               | 48° 41′ 46″ nord, 6° 10′ 48″ est | « PA00106109 » | Classé                        | 1999                | Basilique Saint-Epvredécor intérieur                                                                                                 |
| Bastion d'Haussonville | 1 rue Gustave-Simon                                                        | 48° 41′ 38″ nord, 6° 10′ 55″ est | « PA00135698 » | Classé                        | 1995                | Bastion d'Haussonville |
| Brasserie Excelsior brasserie, restaurant, salle, élévation, toiture, décor intérieur                                                 | 1 rue Mazagran rue Henri-Poincaré                                          | 48° 41′ 27″ nord, 6° 10′ 32″ est | « PA00106114 » | Classé                        | 1976                | Brasserie Excelsiorbrasserie, restaurant, salle, élévation, toiture, décor intérieur                                                 |
| Caserne Thiry élévation, toiture | rue Sainte-Catherine                                                       | 48° 41′ 45″ nord, 6° 11′ 19″ est | « PA00106101 » | Inscrit                       | 1952                | Caserne Thiryélévation, toiture |
| Cathédrale Notre-Dame-de-l'Annonciation Grand orgue                                                                                   | Place Monseigneur-Ruch                                                     | 48° 41′ 29″ nord, 6° 11′ 11″ est | « PA00106102 » | Classé                        | 1906                | Cathédrale Notre-Dame-de-l'AnnonciationGrand orgue                                                                                   |
| Tour de la Commanderie Saint-Jean-du-Vieil-Aître tour                                                                                 | 84 impasse Clérin (84 avenue Foch)                                         | 48° 41′ 12″ nord, 6° 10′ 03″ est | « PA00106104 » | Inscrit                       | 1927                | Tour de la Commanderie Saint-Jean-du-Vieil-Aîtretour                                                                                 |
| Confiserie Lefèvre-Lemoine | 47 rue Henri-Poincaré                                                      | 48° 41′ 26″ nord, 6° 10′ 32″ est | « PA54000094 » | Inscrit                       | 2024                | Image manquante Téléverser |
| Cour administrative d'appel fontaine, élévation, toiture                                                                              | 4, 6 rue du Haut-Bourgeois                                                 | 48° 41′ 53″ nord, 6° 10′ 38″ est | « PA00106116 » | Inscrit                       | 1944                | Cour administrative d'appelfontaine, élévation, toiture                                                                              |
| Croix-Gagnée | Rue de la Croix-Gagnée                                                     | 48° 41′ 59″ nord, 6° 09′ 29″ est | « PA00106107 » | Classé                        | 1922                | Croix-Gagnée |
| Église Notre-Dame-de-Bonsecours | 254 avenue de Strasbourg                                                   | 48° 40′ 36″ nord, 6° 11′ 58″ est | « PA00106108 » | Classé                        | 1906                | Église Notre-Dame-de-Bonsecours |
| Église Saint-Sébastien | Place Charles III                                                          | 48° 41′ 20″ nord, 6° 10′ 52″ est | « PA00106110 » | Classé                        | 1921                | Église Saint-Sébastien |
| Grand Nancy Thermal | rue sergent Blandan; avenue Hippolyte Maringer                             | 48° 40′ 43″ nord, 6° 10′ 06″ est | « PA54000090 » | Inscrit                       | 2020                | Image manquante Téléverser |
| Établissement d'Émile Gallé atelier                                                                                                   | 86 boulevard Jean-Jaurès                                                   | 48° 40′ 48″ nord, 6° 10′ 44″ est | « PA54000057 » | Inscrit                       | 2003                | Établissement d'Émile Galléatelier                                                                                                   |
| Gendarmerie élévation | 7 rue des Cordeliers rue Jacquot                                           | 48° 41′ 54″ nord, 6° 10′ 50″ est | « PA54000065 » | Inscrit                       | 2005                | Gendarmerieélévation |
| Hôtel Ferraris fontaine, escalier, élévation, rampe d'appui, décor intérieur                                                          | 29 rue du Haut-Bourgeois                                                   | 48° 41′ 51″ nord, 6° 10′ 37″ est | « PA00106115 » | Classé                        | 1927 2008           | Hôtel Ferrarisfontaine, escalier, élévation, rampe d'appui, décor intérieur                                                          |
| Hôtel de Gellenoncourt puits, porte, vantail                                                                                          | 4 rue des Loups                                                            | 48° 41′ 49″ nord, 6° 10′ 38″ est | « PA00106237 » | Inscrit                       | 1946                | Hôtel de Gellenoncourtpuits, porte, vantail                                                                                          |
| Hôtel d'Haussonville salon, salle à manger, élévation, toiture, décor intérieur                                                       | 9, 9bis rue Trouillet                                                      | 48° 41′ 47″ nord, 6° 10′ 42″ est | « PA00106117 » | Classé Inscrit                | 1984                | Hôtel d'Haussonvillesalon, salle à manger, élévation, toiture, décor intérieur                                                       |
| Hôtel des Loups cour, enclos, fontaine, portail, pilier, élévation, statue                                                            | 1, 1bis rue des Loups                                                      | 48° 41′ 49″ nord, 6° 10′ 36″ est | « PA00106236 » | Classé                        | 1990                | Hôtel des Loupscour, enclos, fontaine, portail, pilier, élévation, statue                                                            |
| Hôtel de la Mission Royale église, galerie, escalier, vestibule, cheminée, salon, élévation, pavement, rampe d'appui, décor intérieur | avenue du Docteur-Heydenreich 94, 96 avenue Maréchal-de-Lattre-de-Tassigny | 48° 40′ 56″ nord, 6° 11′ 29″ est | « PA00106303 » | Inscrit Classé                | 1940 1997           | Hôtel de la Mission Royaleéglise, galerie, escalier, vestibule, cheminée, salon, élévation, pavement, rampe d'appui, décor intérieur |
| Hôtel de la Monnaie porte, vantail | 1 rue de la Monnaie                                                        | 48° 41′ 38″ nord, 6° 10′ 47″ est | « PA00106254 » | Inscrit                       | 1944                | Hôtel de la Monnaieporte, vantail |
| Place d'Alliance fontaine, arbre | Place d'Alliance                                                           | 48° 41′ 38″ nord, 6° 11′ 11″ est | « PA00106309 » | Classé Inscrit                | 1925 1950           | Place d'Alliancefontaine, arbre |
| Immeuble élévation, toiture | 2 place d'Alliance 8 rue Lyautey                                           | 48° 41′ 38″ nord, 6° 11′ 09″ est | « PA00106129 » | Inscrit                       | 1950                | Immeubleélévation, toiture |
| Immeuble élévation, toiture | 4 place d'Alliance                                                         | 48° 41′ 37″ nord, 6° 11′ 09″ est | « PA00106130 » | Inscrit                       | 1950                | Immeubleélévation, toiture |
| Immeuble élévation, toiture | 6 place d'Alliance Rue Pierre-Fourier                                      | 48° 41′ 36″ nord, 6° 11′ 09″ est | « PA00106131 » | Inscrit                       | 1956                | Immeubleélévation, toiture |
| Hôtel d'Alsace élévation, toiture | 8 place d'Alliance                                                         | 48° 41′ 38″ nord, 6° 11′ 12″ est | « PA00106111 » | Inscrit                       | 1950                | Hôtel d'Alsaceélévation, toiture |
| Immeuble façade, toiture | 30 rue Jeanne-d'Arc avenue Foch                                            | 48° 41′ 16″ nord, 6° 10′ 14″ est | « PA54000082 » | Inscrit                       | 31 décembre 1976    | Immeublefaçade, toiture |
| Immeubles cheminée, porte, élévation, toiture                                                                                         | 7, 9, 11 place de l'Arsenal                                                | 48° 41′ 48″ nord, 6° 10′ 39″ est | « PA00106132 » | Inscrit                       | 1944                | Immeublescheminée, porte, élévation, toiture                                                                                         |
| Maison Geschwindenhamer façade et toiture                                                                                             | 6ter quai de la Bataille                                                   | 48° 40′ 53″ nord, 6° 11′ 11″ est | « PA00132625 » | Inscrit                       | 1994                | Maison Geschwindenhamerfaçade et toiture                                                                                             |
| Maison Le Jeune garage, clôture, élévation                                                                                            | 30 rue du Sergent-Blandan                                                  | 48° 40′ 51″ nord, 6° 09′ 57″ est | « PA00106302 » | Inscrit                       | 1988                | Maison Le Jeunegarage, clôture, élévation                                                                                            |
| Parc Corbin aquarium de jardin, bassin                                                                                                | 36 rue du Sergent-Blandan                                                  | 48° 40′ 49″ nord, 6° 09′ 57″ est | « PA54000010 » | Inscrit                       | 1998                | Parc Corbinaquarium de jardin, bassin                                                                                                |
| Immeuble véranda | 55 rue de Boudonville                                                      | 48° 41′ 53″ nord, 6° 09′ 58″ est | « PA00106133 » | Inscrit                       | 1978                | Immeublevéranda |
| Conciergerie de Saurupt | 2 rue des Brice                                                            | 48° 40′ 48″ nord, 6° 10′ 53″ est | « PA00132626 » | Inscrit                       | 1994                | Conciergerie de Saurupt |
| Les Glycines | 5 rue des Brice                                                            | 48° 40′ 46″ nord, 6° 10′ 56″ est | « PA00132627 » | Inscrit Classé                | 1994 1996           | Les Glycines |
| Immeuble tourelle | 2 rue Callot                                                               | 48° 41′ 41″ nord, 6° 10′ 53″ est | « PA00106134 » | Inscrit                       | 1944                | Immeubletourelle |
| Immeuble porte | 8 rue Callot                                                               | 48° 41′ 40″ nord, 6° 10′ 51″ est | « PA00106135 » | Inscrit                       | 1944                | Immeubleporte |
| Place de la Carrière sol, statues, vasques                                                                                            | place de la Carrière                                                       | 48° 41′ 45″ nord, 6° 10′ 54″ est | « PA00106099 » | Classé                        | 1923 2003           | Place de la Carrièresol, statues, vasques                                                                                            |
| Place de la Carrière |                                                                            | 48° 41′ 45″ nord, 6° 10′ 54″ est | « PA00106310 » | Classé                        | 1923                | Place de la Carrière |
| Immeuble élévation, toiture | 1 place de la Carrière                                                     | 48° 41′ 40″ nord, 6° 10′ 56″ est | « PA00106136 » | Inscrit                       | 1925                | Immeubleélévation, toiture |
| Hôtel de Beauvau-Craon | 2 place de la Carrière                                                     | 48° 41′ 42″ nord, 6° 10′ 59″ est | « PA00106113 » | Classé                        | 1924                | Hôtel de Beauvau-Craon |
| Immeuble élévation, toiture | 3 place de la Carrière                                                     | 48° 41′ 41″ nord, 6° 10′ 56″ est | « PA00106137 » | Inscrit                       | 1925                | Immeubleélévation, toiture |
| Immeuble élévation, toiture | 4 place de la Carrière                                                     | 48° 41′ 43″ nord, 6° 10′ 57″ est | « PA00106138 » | Inscrit                       | 1925                | Immeubleélévation, toiture |
| Bourse des marchands | 5 place de la Carrière                                                     | 48° 41′ 41″ nord, 6° 10′ 55″ est | « PA00106100 » | Classé                        | 1924                | Bourse des marchands |
| Immeuble élévation, toiture | 6 place de la Carrière                                                     | 48° 41′ 43″ nord, 6° 10′ 57″ est | « PA00106139 » | Inscrit                       | 1925                | Immeubleélévation, toiture |
| Immeuble élévation, toiture | 7 place de la Carrière                                                     | 48° 41′ 41″ nord, 6° 10′ 55″ est | « PA00106140 » | Inscrit                       | 1925                | Immeubleélévation, toiture |
| Immeuble élévation, toiture | 8 place de la Carrière                                                     | 48° 41′ 44″ nord, 6° 10′ 57″ est | « PA00106141 » | Inscrit                       | 1925                | Immeubleélévation, toiture |
| Immeuble élévation, toiture | 9 place de la Carrière                                                     | 48° 41′ 42″ nord, 6° 10′ 55″ est | « PA00106142 » | Inscrit                       | 1925                | Immeubleélévation, toiture |
| Immeuble élévation, toiture | 10 place de la Carrière                                                    | 48° 41′ 44″ nord, 6° 10′ 57″ est | « PA00106143 » | Inscrit                       | 1925                | Immeubleélévation, toiture |
| Immeuble élévation, toiture | 11 place de la Carrière                                                    | 48° 41′ 42″ nord, 6° 10′ 55″ est | « PA00106144 » | Inscrit                       | 1925                | Immeubleélévation, toiture |
| Immeuble élévation, toiture | 12 place de la Carrière                                                    | 48° 41′ 44″ nord, 6° 10′ 57″ est | « PA00106145 » | Inscrit                       | 1925                | Immeubleélévation, toiture |
| Immeuble élévation, toiture | 13 place de la Carrière                                                    | 48° 41′ 42″ nord, 6° 10′ 55″ est | « PA00106146 » | Inscrit                       | 1925                | Immeubleélévation, toiture |
| Immeuble élévation, toiture | 14 place de la Carrière                                                    | 48° 41′ 45″ nord, 6° 10′ 57″ est | « PA00106147 » | Inscrit                       | 1925                | Immeubleélévation, toiture |
| Immeuble élévation, toiture | 15 place de la Carrière                                                    | 48° 41′ 42″ nord, 6° 10′ 54″ est | « PA00106148 » | Inscrit                       | 1925                | Immeubleélévation, toiture |
| Immeuble élévation, toiture | 16 place de la Carrière                                                    | 48° 41′ 45″ nord, 6° 10′ 56″ est | « PA00106149 » | Inscrit                       | 1925                | Immeubleélévation, toiture |
| Immeuble élévation, toiture | 17 place de la Carrière                                                    | 48° 41′ 42″ nord, 6° 10′ 54″ est | « PA00106150 » | Inscrit                       | 1925                | Immeubleélévation, toiture |
| Immeuble élévation, toiture | 18 place de la Carrière                                                    | 48° 41′ 45″ nord, 6° 10′ 55″ est | « PA00106151 » | Inscrit                       | 1925                | Immeubleélévation, toiture |
| Immeuble élévation, toiture | 19 place de la Carrière                                                    | 48° 41′ 42″ nord, 6° 10′ 54″ est | « PA00106152 » | Inscrit                       | 1925                | Immeubleélévation, toiture |
| Immeuble élévation, toiture | 20 place de la Carrière                                                    | 48° 41′ 46″ nord, 6° 10′ 55″ est | « PA00106153 » | Inscrit                       | 1925                | Immeubleélévation, toiture |
| Immeuble élévation, toiture | 21 place de la Carrière                                                    | 48° 41′ 43″ nord, 6° 10′ 54″ est | « PA00106154 » | Inscrit                       | 1925                | Immeubleélévation, toiture |
| Immeuble élévation, toiture | 22 place de la Carrière                                                    | 48° 41′ 46″ nord, 6° 10′ 55″ est | « PA00106155 » | Inscrit                       | 1925                | Immeubleélévation, toiture |
| Immeuble élévation, toiture | 23 place de la Carrière                                                    | 48° 41′ 43″ nord, 6° 10′ 54″ est | « PA00106156 » | Inscrit                       | 1925                | Immeubleélévation, toiture |
| Immeuble élévation, toiture | 24 place de la Carrière                                                    | 48° 41′ 46″ nord, 6° 10′ 55″ est | « PA00106157 » | Inscrit                       | 1925                | Immeubleélévation, toiture |
| Immeuble élévation, toiture | 25 place de la Carrière                                                    | 48° 41′ 43″ nord, 6° 10′ 54″ est | « PA00106158 » | Inscrit                       | 1925                | Immeubleélévation, toiture |
| Immeuble fontaine, élévation, toiture                                                                                                 | 26 place de la Carrière                                                    | 48° 41′ 46″ nord, 6° 10′ 55″ est | « PA00106159 » | Inscrit Classé                | 1925 1945           | Immeublefontaine, élévation, toiture                                                                                                 |
| Immeuble élévation, toiture | 27 place de la Carrière                                                    | 48° 41′ 44″ nord, 6° 10′ 53″ est | « PA00106160 » | Inscrit                       | 1925                | Immeubleélévation, toiture |
| Immeuble élévation, toiture | 28 place de la Carrière                                                    | 48° 41′ 47″ nord, 6° 10′ 55″ est | « PA00106161 » | Inscrit                       | 1925                | Immeubleélévation, toiture |
| Immeuble élévation, toiture | 29 place de la Carrière                                                    | 48° 41′ 44″ nord, 6° 10′ 53″ est | « PA00106162 » | Inscrit                       | 1925                | Immeubleélévation, toiture |
| Immeuble élévation, toiture | 30 place de la Carrière                                                    | 48° 41′ 47″ nord, 6° 10′ 55″ est | « PA00106163 » | Inscrit                       | 1925                | Immeubleélévation, toiture |
| Immeuble élévation, toiture | 31 place de la Carrière                                                    | 48° 41′ 45″ nord, 6° 10′ 53″ est | « PA00106164 » | Inscrit                       | 1925                | Immeubleélévation, toiture |
| Immeuble élévation, toiture | 32 place de la Carrière                                                    | 48° 41′ 47″ nord, 6° 10′ 54″ est | « PA00106165 » | Inscrit                       | 1925                | Immeubleélévation, toiture |
| Immeuble élévation, toiture | 33 place de la Carrière                                                    | 48° 41′ 45″ nord, 6° 10′ 53″ est | « PA00106166 » | Inscrit                       | 1925                | Immeubleélévation, toiture |
| Immeuble élévation, toiture | 34 place de la Carrière                                                    | 48° 41′ 47″ nord, 6° 10′ 54″ est | « PA00106167 » | Inscrit                       | 1925                | Immeubleélévation, toiture |
| Immeuble élévation, toiture | 35 place de la Carrière                                                    | 48° 41′ 45″ nord, 6° 10′ 52″ est | « PA00106168 » | Inscrit                       | 1925                | Immeubleélévation, toiture |
| Immeuble élévation, toiture | 36 place de la Carrière                                                    | 48° 41′ 48″ nord, 6° 10′ 54″ est | « PA00106169 » | Inscrit                       | 1925                | Immeubleélévation, toiture |
| Immeuble élévation, toiture | 37 place de la Carrière                                                    | 48° 41′ 46″ nord, 6° 10′ 52″ est | « PA00106170 » | Inscrit                       | 1925                | Immeubleélévation, toiture |
| Hôtel de Morvilliers élévation, toiture                                                                                               | 38 place de la Carrière                                                    | 48° 41′ 48″ nord, 6° 10′ 54″ est | « PA00106171 » | Classé                        | 1928                | Hôtel de Morvilliersélévation, toiture                                                                                               |
| Immeuble élévation, toiture | 39 place de la Carrière                                                    | 48° 41′ 46″ nord, 6° 10′ 52″ est | « PA00106172 » | Inscrit                       | 1925                | Immeubleélévation, toiture |
| Immeuble élévation, toiture | 41 place de la Carrière                                                    | 48° 41′ 46″ nord, 6° 10′ 52″ est | « PA00106173 » | Inscrit                       | 1925                | Immeubleélévation, toiture |
| Immeuble élévation, toiture | 43 place de la Carrière                                                    | 48° 41′ 46″ nord, 6° 10′ 52″ est | « PA00106174 » | Inscrit                       | 1925                | Immeubleélévation, toiture |
| Immeuble élévation, toiture | 45 place de la Carrière                                                    | 48° 41′ 46″ nord, 6° 10′ 51″ est | « PA00106175 » | Inscrit                       | 1925                | Immeubleélévation, toiture |
| Immeuble élévation, toiture | 47 place de la Carrière                                                    | 48° 41′ 47″ nord, 6° 10′ 51″ est | « PA00106176 » | Inscrit                       | 1925                | Immeubleélévation, toiture |
| Hôtel Héré (dit également Pavillon Héré) cour, escalier, perron, cage d'escalier, rampe d'appui, vestibule, sous-sol, décor intérieur | 49 place de la Carrière 60 Grande-Rue                                      | 48° 41′ 47″ nord, 6° 10′ 51″ est | « PA00106306 » | Classé                        | 1928 & 2005         | Hôtel Héré (dit également Pavillon Héré)cour, escalier, perron, cage d'escalier, rampe d'appui, vestibule, sous-sol, décor intérieur |
| Palais du Gouvernement porte, élévation, écurie, cour, jardin                                                                         | Hémicycle du Général De Gaulle                                             | 48° 41′ 49″ nord, 6° 10′ 51″ est | « PA00106305 » | Classé                        | 1923 2005           | Palais du Gouvernementporte, élévation, écurie, cour, jardin                                                                         |
| Maison Houot élévation, toiture | 7 rue de Chanzy                                                            | 48° 41′ 24″ nord, 6° 10′ 42″ est | « PA00106177 » | Inscrit                       | 1976                | Maison Houotélévation, toiture |
| Banque Charles Renauld élévation, escalier, galerie, bureau, décor extérieur                                                          | 9 rue de Chanzy 58 rue Saint-Jean                                          | 48° 41′ 23″ nord, 6° 10′ 43″ est | « PA00106178 » | Inscrit Classé                | 1994 1996           | Banque Charles Renauldélévation, escalier, galerie, bureau, décor extérieur                                                          |
| Immeuble porte | 14 rue de la Charité                                                       | 48° 41′ 44″ nord, 6° 10′ 43″ est | « PA00106179 » | Inscrit                       | 1944                | Immeubleporte |
| Hôtel de Lenoncourt porte | 18 rue de la Charité                                                       | 48° 41′ 44″ nord, 6° 10′ 42″ est | « PA00106180 » | Inscrit                       | 1944                | Hôtel de Lenoncourtporte |
| Maison Gaudin élévation, décor intérieur                                                                                              | 97 rue Charles III                                                         | 48° 41′ 19″ nord, 6° 11′ 26″ est | « PA00106182 » | Inscrit Classé                | 1994 1996           | Maison Gaudinélévation, décor intérieur                                                                                              |
| Immeuble Weissenburger élévation | 1 boulevard Charles V                                                      | 48° 41′ 54″ nord, 6° 10′ 30″ est | « PA00106181 » | Inscrit Classé                | 1994 1996           | Immeuble Weissenburgerélévation |
| Hôtel de Lillebonne puits, élévation, toiture                                                                                         | 14 rue du Cheval-Blanc                                                     | 48° 41′ 43″ nord, 6° 10′ 42″ est | « PA00106183 » | Inscrit                       | 1944                | Hôtel de Lillebonnepuits, élévation, toiture                                                                                         |
| Maison Schott | 6 quai Choiseul                                                            | 48° 42′ 05″ nord, 6° 10′ 08″ est | « PA00132628 » | Inscrit                       | 2009                | Maison Schott |
| Villa Lang | 1 boulevard Georges-Clemenceau, Saurupt                                    | 48° 40′ 43″ nord, 6° 10′ 50″ est | « PA00132636 » | Inscrit                       | 1994                | Villa Lang |
| Immeuble Georges Biet élévation, toiture                                                                                              | 22 rue de la Commanderie                                                   | 48° 41′ 12″ nord, 6° 10′ 17″ est | « PA00106187 » | Inscrit                       | 1975                | Immeuble Georges Bietélévation, toiture                                                                                              |
| Pharmacie Jacques pharmacie, boutique, élévation, toiture                                                                             | 33 rue de la Commanderie 55 rue Jeanne-d'Arc                               | 48° 41′ 12″ nord, 6° 10′ 17″ est | « PA00106188 » | Inscrit                       | 1977                | Pharmacie Jacquespharmacie, boutique, élévation, toiture                                                                             |
| Immeuble devanture | 4 rue des Dominicains                                                      | 48° 41′ 34″ nord, 6° 10′ 58″ est | « PA00132630 » | Inscrit                       | 1994                | Immeubledevanture |
| Maison des Adam élévation, toiture | 57 rue des Dominicains                                                     | 48° 41′ 30″ nord, 6° 11′ 02″ est | « PA00106295 » | Classé                        | 1946                | Maison des Adamélévation, toiture |
| Hôtel de Raigecourt enclos, puits | 78 place du Colonel-Driant                                                 | 48° 41′ 31″ nord, 6° 11′ 15″ est | « PA00106189 » | Inscrit                       | 1945                | Hôtel de Raigecourtenclos, puits |
| Maison du peuple local syndical, vestibule, élévation, toiture                                                                        | 2 rue Drouin                                                               | 48° 41′ 30″ nord, 6° 11′ 18″ est | « PA00106442 » | Inscrit                       | 1989                | Maison du peuplelocal syndical, vestibule, élévation, toiture                                                                        |
| Immeuble porte | 1 rue du Duc-Antoine                                                       | 48° 41′ 45″ nord, 6° 10′ 50″ est | « PA00106190 » | Inscrit                       | 1944                | Immeubleporte |
| Hôtel de Lignéville Façade sur cour avec galeries                                                                                     | 23 Grande-Rue                                                              | 48° 41′ 51″ nord, 6° 10′ 43″ est | « PA00106119 » | Inscrit                       | 1946                | Hôtel de LignévilleFaçade sur cour avec galeries                                                                                     |
| Hôtel de Ludres élévation, toiture | 11 place du Colonel-Fabien                                                 | 48° 41′ 42″ nord, 6° 10′ 46″ est | « PA00106120 » | Inscrit                       | 1944                | Hôtel de Ludresélévation, toiture |
| Immeuble puits | 12 place du Colonel-Fabien                                                 | 48° 41′ 43″ nord, 6° 10′ 49″ est | « PA00106185 » | Inscrit                       | 1944                | Immeublepuits |
| Immeuble puits | 19 place du Colonel-Fabien                                                 | 48° 41′ 44″ nord, 6° 10′ 45″ est | « PA00106186 » | Classé                        | 1945                | Immeublepuits |
| Maison | 24 rue Félix-Faure                                                         | 48° 40′ 42″ nord, 6° 09′ 57″ est | « PA00132631 » | Inscrit                       | 1994                | Maison |
| Maison | 25 rue Félix-Faure                                                         | 48° 40′ 41″ nord, 6° 09′ 58″ est | « PA00132632 » | Inscrit                       | 1994                | Maison |
| Maison | 26 rue Félix-Faure                                                         | 48° 40′ 41″ nord, 6° 09′ 57″ est | « PA00132633 » | Inscrit                       | 1994                | Maison |
| Maison | 28 rue Félix-Faure                                                         | 48° 40′ 41″ nord, 6° 09′ 57″ est | « PA00132634 » | Inscrit                       | 1994                | Maison |
| Maison | 30 rue Félix-Faure                                                         | 48° 40′ 41″ nord, 6° 09′ 57″ est | « PA00132635 » | Inscrit                       | 1994                | Maison |
| Maison du Docteur Paul Jacques élévation, toiture                                                                                     | 41 avenue Foch 37 rue Jeanne-d'Arc                                         | 48° 41′ 15″ nord, 6° 10′ 15″ est | « PA00106192 » | Inscrit                       | 1979                | Maison du Docteur Paul Jacquesélévation, toiture                                                                                     |
| Maison Loppinet élévation, toiture | 45 avenue Foch                                                             | 48° 41′ 15″ nord, 6° 10′ 14″ est | « PA00106193 » | Inscrit                       | 1976                | Maison Loppinetélévation, toiture |
| Immeuble Lombard élévation | 69 avenue Foch                                                             | 48° 41′ 12″ nord, 6° 10′ 05″ est | « PA00106194 » | Classé                        | 1996                | Immeuble Lombardélévation |
| Immeuble élévation | 71 avenue Foch                                                             | 48° 41′ 11″ nord, 6° 10′ 04″ est | « PA00106195 » | Classé                        | 1998                | Immeubleélévation |
| Immeuble porte, vantail | 5 rue du Four                                                              | 48° 41′ 15″ nord, 6° 11′ 02″ est | « PA00106196 » | Inscrit                       | 1946                | Immeubleporte, vantail |
| Immeuble élévation, toiture | 1 rue Girardet place d'Alliance                                            | 48° 41′ 36″ nord, 6° 11′ 12″ est | « PA00106197 » | Inscrit                       | 1950                | Immeubleélévation, toiture |
| Immeuble élévation | 2 rue Girardet                                                             | 48° 41′ 36″ nord, 6° 11′ 11″ est | « PA00106198 » | Inscrit                       | 1950                | Immeubleélévation |
| Immeuble élévation | 2 bis rue Girardet                                                         | 48° 41′ 36″ nord, 6° 11′ 12″ est | « PA54000061 » | Inscrit                       | 1950                | Immeubleélévation |
| Immeuble élévation | 3 rue Girardet                                                             | 48° 41′ 38″ nord, 6° 11′ 14″ est | « PA54000062 » | Inscrit                       | 1950                | Immeubleélévation |
| Immeuble élévation | 4 rue Girardet                                                             | 48° 41′ 36″ nord, 6° 11′ 13″ est | « PA54000063 » | Inscrit                       | 1950                | Immeubleélévation |
| Immeuble élévation, toiture | 6, 8, 10, 12, 14, 16, 18 rue Girardet                                      | 48° 41′ 37″ nord, 6° 11′ 15″ est | « PA00106199 » | Inscrit                       | 1944                | Immeubleélévation, toiture |
| Maison Médard Chuppin porte | 7 Grande-Rue                                                               | 48° 41′ 41″ nord, 6° 10′ 53″ est | « PA00106200 » | Inscrit                       | 1946                | Maison Médard Chuppinporte |
| Hôtel de Rogéville porte, élévation, toiture, vantail                                                                                 | 11 Grande-Rue                                                              | 48° 41′ 42″ nord, 6° 10′ 53″ est | « PA00106201 » | Inscrit                       | 1946                | Hôtel de Rogévilleporte, élévation, toiture, vantail                                                                                 |
| Immeuble puits | 13 Grande-Rue                                                              | 48° 41′ 42″ nord, 6° 10′ 52″ est | « PA00106202 » | Inscrit                       | 1946                | Immeublepuits |
| Immeuble porte, vantail | 14 Grande-Rue                                                              | 48° 41′ 41″ nord, 6° 10′ 54″ est | « PA00106203 » | Inscrit                       | 1946                | Immeubleporte, vantail |
| Immeuble porte, vantail | 17 Grande-Rue                                                              | 48° 41′ 43″ nord, 6° 10′ 52″ est | « PA00106204 » | Inscrit                       | 1946                | Immeubleporte, vantail |
| Immeuble galerie, élévation, façade sur cour                                                                                          | 2 rue des États                                                            | 48° 41′ 44″ nord, 6° 10′ 51″ est | « PA00106191 » | Inscrit                       | 1944                | Immeublegalerie, élévation, façade sur cour                                                                                          |
| Hôtel de Rennel puits, élévation, toiture                                                                                             | 29 Grande-Rue                                                              | 48° 41′ 44″ nord, 6° 10′ 51″ est | « PA00106205 » | Inscrit                       | 1946                | Hôtel de Rennelpuits, élévation, toiture                                                                                             |
| Maison des Vallées porte, vantail | 31 Grande-Rue                                                              | 48° 41′ 45″ nord, 6° 10′ 51″ est | « PA00106206 » | Inscrit                       | 1946                | Maison des Valléesporte, vantail |
| Immeuble porte, niche, vantail | 33 Grande-Rue                                                              | 48° 41′ 45″ nord, 6° 10′ 51″ est | « PA00106207 » | Inscrit                       | 1946                | Immeubleporte, niche, vantail |
| Immeuble porte, portail, niche, vantail                                                                                               | 34 Grande-Rue                                                              | 48° 41′ 44″ nord, 6° 10′ 52″ est | « PA00106208 » | Inscrit                       | 1946                | Immeubleporte, portail, niche, vantail                                                                                               |
| Immeuble puits | 43 Grande-Rue                                                              | 48° 41′ 46″ nord, 6° 10′ 49″ est | « PA00106209 » | Inscrit                       | 1946                | Immeublepuits |
| Palais des Ducs de Lorraine écurie, école, cour, élévation                                                                            | 64 Grande-Rue                                                              | 48° 41′ 49″ nord, 6° 10′ 49″ est | « PA00106304 » | Classé Inscrit Classé Inscrit | 1840 1944 2005      | Palais des Ducs de Lorraineécurie, école, cour, élévation                                                                            |
| Église des Cordeliers chapelle, portail, vantail, escalier, cour, sous-sol                                                            | 66 Grande-Rue                                                              | 48° 41′ 52″ nord, 6° 10′ 46″ est | « PA00106105 » | Classé                        | 1840 1914 1945 2005 | Église des Cordelierschapelle, portail, vantail, escalier, cour, sous-sol                                                            |
| Maison au Boulet élévation, toiture                                                                                                   | 83 Grande-Rue                                                              | 48° 41′ 49″ nord, 6° 10′ 45″ est | « PA00106210 » | Inscrit                       | 1946                | Maison au Bouletélévation, toiture                                                                                                   |
| Immeuble porte | 87 Grande-Rue                                                              | 48° 41′ 49″ nord, 6° 10′ 45″ est | « PA00106211 » | Inscrit                       | 1946                | Immeubleporte |
| Hôtel de Chastenoy puits, porte, élévation, toiture                                                                                   | 92 Grande-Rue                                                              | 48° 41′ 54″ nord, 6° 10′ 42″ est | « PA00106112 » | Inscrit Classé                | 1944 1945           | Hôtel de Chastenoypuits, porte, élévation, toiture                                                                                   |
| Pavillon à l'est de la porte de la Craffe pavillon, élévation, toiture                                                                | 104bis Grande-Rue                                                          | 48° 41′ 56″ nord, 6° 10′ 41″ est | « PA00106307 » | Inscrit                       | 1945                | Pavillon à l'est de la porte de la Craffepavillon, élévation, toiture                                                                |
| Pavillon à l'ouest de la porte de la Craffe pavillon, élévation, toiture                                                              | 141 Grande-Rue                                                             | 48° 41′ 55″ nord, 6° 10′ 40″ est | « PA00106308 » | Inscrit                       | 1945                | Pavillon à l'ouest de la porte de la Craffepavillon, élévation, toiture                                                              |
| Porte de la Craffe passage couvert, porte, tour, voûte, élévation, toiture                                                            | Grande-Rue                                                                 | 48° 41′ 56″ nord, 6° 10′ 40″ est | « PA00106313 » | Classé                        | 1886 1913           | Porte de la Craffepassage couvert, porte, tour, voûte, élévation, toiture                                                            |
| Immeuble | 19 rue Grandville                                                          | 48° 42′ 04″ nord, 6° 10′ 45″ est | « PA54000077 » | Inscrit                       | 2012                | Immeuble |
| Immeuble élévation, toiture | 3 rue de l'Abbé-Gridel                                                     | 48° 41′ 11″ nord, 6° 09′ 43″ est | « PA00106126 » | Inscrit                       | 1977                | Immeubleélévation, toiture |
| Immeuble élévation, toiture | 5 rue de l'Abbé-Gridel                                                     | 48° 41′ 11″ nord, 6° 09′ 43″ est | « PA00106127 » | Inscrit                       | 1977                | Immeubleélévation, toiture |
| Maison élévation, toiture | 24 rue Pierre Gringoire                                                    | 48° 41′ 45″ nord, 6° 10′ 49″ est | « PA00106296 » | Inscrit                       | 1944                | Maisonélévation, toiture |
| Hôtel de Martigny porte, élévation, toiture, vantail                                                                                  | 2 rue de Guise                                                             | 48° 41′ 52″ nord, 6° 10′ 42″ est | « PA00106122 » | Inscrit                       | 1944                | Hôtel de Martignyporte, élévation, toiture, vantail                                                                                  |
| Immeuble porte, vantail | 6 rue de Guise                                                             | 48° 41′ 51″ nord, 6° 10′ 41″ est | « PA00106212 » | Inscrit                       | 1944                | Immeubleporte, vantail |
| Immeuble puits | 10 rue de Guise                                                            | 48° 41′ 51″ nord, 6° 10′ 39″ est | « PA00106213 » | Inscrit                       | 1946                | Immeublepuits |
| Immeuble élévation, toiture | 21 rue de Guise                                                            | 48° 41′ 50″ nord, 6° 10′ 38″ est | « PA00106214 » | Inscrit                       | 1944                | Immeubleélévation, toiture |
| Immeuble porte, vantail | 25 rue de Guise                                                            | 48° 41′ 50″ nord, 6° 10′ 37″ est | « PA00106215 » | Inscrit                       | 1944                | Immeubleporte, vantail |
| Maison de Jean Prouvé | 6 rue Augustin-Hacquard                                                    | 48° 42′ 03″ nord, 6° 09′ 41″ est | « PA00106294 » | Classé                        | 1987                | Maison de Jean Prouvé |
| Immeuble élévation, toiture | 2 rue Albin-Haller                                                         | 48° 41′ 45″ nord, 6° 09′ 54″ est | « PA00106128 » | Inscrit                       | 1975                | Immeubleélévation, toiture |
| Immeuble élévation, toiture | 13 rue Héré                                                                | 48° 41′ 38″ nord, 6° 10′ 58″ est | « PA00106216 » | Classé                        | 1928                | Immeubleélévation, toiture |
| Immeuble élévation, toiture | 15 rue Héré                                                                | 48° 41′ 39″ nord, 6° 10′ 58″ est | « PA00106217 » | Classé                        | 1928                | Immeubleélévation, toiture |
| Immeuble élévation, toiture | 16 rue Héré                                                                | 48° 41′ 39″ nord, 6° 10′ 59″ est | « PA00106218 » | Classé                        | 1928                | Immeubleélévation, toiture |
| Immeuble élévation, toiture | 17 rue Héré                                                                | 48° 41′ 39″ nord, 6° 10′ 58″ est | « PA00106219 » | Classé                        | 1928                | Immeubleélévation, toiture |
| Immeuble élévation, toiture | 18 rue Héré                                                                | 48° 41′ 39″ nord, 6° 10′ 59″ est | « PA00106220 » | Classé                        | 1928                | Immeubleélévation, toiture |
| Immeuble élévation, toiture | 19 rue Héré                                                                | 48° 41′ 39″ nord, 6° 10′ 57″ est | « PA00106221 » | Classé                        | 1928                | Immeubleélévation, toiture |
| Immeuble élévation, toiture | 20 rue Héré                                                                | 48° 41′ 39″ nord, 6° 10′ 59″ est | « PA00106222 » | Classé                        | 1928                | Immeubleélévation, toiture |
| Immeuble élévation, toiture | 21 rue Héré                                                                | 48° 41′ 39″ nord, 6° 10′ 57″ est | « PA00106223 » | Classé                        | 1928                | Immeubleélévation, toiture |
| Immeuble élévation, toiture | 22 rue Héré                                                                | 48° 41′ 39″ nord, 6° 10′ 59″ est | « PA00106224 » | Classé                        | 1928                | Immeubleélévation, toiture |
| Immeuble élévation, toiture | 23 rue Héré                                                                | 48° 41′ 39″ nord, 6° 10′ 57″ est | « PA00106225 » | Classé                        | 1928                | Immeubleélévation, toiture |
| Immeuble élévation, toiture | 24 rue Héré                                                                | 48° 41′ 39″ nord, 6° 10′ 59″ est | « PA00106226 » | Classé                        | 1928                | Immeubleélévation, toiture |
| Immeuble élévation, toiture | 26 rue Héré                                                                | 48° 41′ 40″ nord, 6° 10′ 59″ est | « PA00106227 » | Classé                        | 1928                | Immeubleélévation, toiture |
| Immeuble élévation, toiture | 28 rue Héré                                                                | 48° 41′ 40″ nord, 6° 10′ 58″ est | « PA00106228 » | Classé                        | 1928                | Immeubleélévation, toiture |
| Immeuble élévation | 1 rue Jeannot                                                              | 48° 41′ 23″ nord, 6° 11′ 17″ est | « PA00106229 » | Inscrit                       | 1945                | Immeubleélévation |
| Synagogue | 19 boulevard Joffre                                                        | 48° 41′ 15″ nord, 6° 10′ 44″ est | « PA00106319 » | Inscrit                       | 1984                | Synagogue |
| Villa Fruhinsholz | 77 avenue du Général-Leclerc                                               | 48° 40′ 46″ nord, 6° 10′ 52″ est | « PA00106454 » | Inscrit                       | 1992                | Villa Fruhinsholz |
| Villa Bonnabel élévation, toiture, décor intérieur                                                                                    | 107, 111 avenue du Général-Leclerc                                         | 48° 40′ 31″ nord, 6° 10′ 36″ est | « PA00106321 » | Inscrit                       | 1987                | Villa Bonnabelélévation, toiture, décor intérieur                                                                                    |
| Immeuble élévation, toiture | 40 cours Léopold                                                           | 48° 41′ 48″ nord, 6° 10′ 33″ est | « PA00106230 » | Inscrit                       | 1975                | Immeubleélévation, toiture |
| Immeuble élévation, toiture | 48 cours Léopold                                                           | 48° 41′ 51″ nord, 6° 10′ 32″ est | « PA00106231 » | Inscrit                       | 1976                | Immeubleélévation, toiture |
| Maison Bloch élévation, cheminée, jardin, fabrique de jardin, véranda                                                                 | 50 cours Léopold                                                           | 48° 41′ 51″ nord, 6° 10′ 31″ est | « PA00106232 » | Inscrit                       | 2004                | Maison Blochélévation, cheminée, jardin, fabrique de jardin, véranda                                                                 |
| Maison Chardot élévation, toiture | 52 cours Léopold                                                           | 48° 41′ 52″ nord, 6° 10′ 31″ est | « PA00106233 » | Inscrit                       | 1976                | Maison Chardotélévation, toiture |
| Immeuble véranda | 54 cours Léopold                                                           | 48° 41′ 52″ nord, 6° 10′ 31″ est | « PA54000022 » | Inscrit                       | 2001                | Immeublevéranda |
| Porte Désilles | Cours Léopold - place de Luxembourg                                        | 48° 41′ 53″ nord, 6° 10′ 27″ est | « PA00106314 » | Classé                        | 1925                | Porte Désilles |
| Siège de la société des Hauts-Fourneaux et Fonderies décor intérieur, escalier, cage d'escalier, rampe d'appui, vestibule             | 91 avenue de la Libération                                                 | 48° 41′ 37″ nord, 6° 09′ 54″ est | « PA54000058 » | Inscrit Classé                | 2003 2015           | Image manquante Téléverser |
| Immeuble Bergeret décor intérieur | 24 rue Lionnois                                                            | 48° 41′ 01″ nord, 6° 11′ 35″ est | « PA00106234 » | Classé                        | 1996                | Immeuble Bergeretdécor intérieur |
| Maison et atelier Vallin façade & toiture                                                                                             | 6 boulevard Lobau                                                          | 48° 41′ 24″ nord, 6° 11′ 35″ est | « PA00106235 » | Inscrit                       | 1976 1994           | Maison et atelier Vallinfaçade & toiture                                                                                             |
| Immeuble | 8 boulevard Lobau                                                          | 48° 41′ 24″ nord, 6° 11′ 35″ est | « PA00132637 » | Inscrit                       | 1994                | Immeuble |
| Maisons Huot élévation | 92, 92bis quai Claude-le-Lorrain                                           | 48° 41′ 55″ nord, 6° 10′ 12″ est | « PA00106184 » | Inscrit                       | 1994                | Maisons Huotélévation |
| Immeuble élévation, toiture | 1 rue Lyautey                                                              | 48° 41′ 37″ nord, 6° 11′ 05″ est | « PA00106238 » | Inscrit                       | 1944                | Immeubleélévation, toiture |
| Immeuble élévation, toiture | 3 rue Lyautey                                                              | 48° 41′ 38″ nord, 6° 11′ 06″ est | « PA00106239 » | Inscrit                       | 1944                | Immeubleélévation, toiture |
| Hôtel du Baron Vincent élévation, toiture                                                                                             | 5 rue Lyautey                                                              | 48° 41′ 38″ nord, 6° 11′ 07″ est | « PA00106240 » | Inscrit                       | 1944                | Hôtel du Baron Vincentélévation, toiture                                                                                             |
| Immeuble élévation, toiture | 5bis rue Lyautey                                                           | 48° 41′ 39″ nord, 6° 11′ 09″ est | « PA00106241 » | Inscrit                       | 1950                | Immeubleélévation, toiture |
| Maison Lecreulx porte cochère, balcon, élévation, toiture                                                                             | 6 rue Lyautey                                                              | 48° 41′ 37″ nord, 6° 11′ 07″ est | « PA00106242 » | Inscrit                       | 1944                | Maison Lecreulxporte cochère, balcon, élévation, toiture                                                                             |
| Immeuble élévation, toiture | 7 rue Lyautey                                                              | 48° 41′ 39″ nord, 6° 11′ 09″ est | « PA00106243 » | Inscrit                       | 1950                | Immeubleélévation, toiture |
| Immeuble élévation, toiture | 9 rue Lyautey                                                              | 48° 41′ 39″ nord, 6° 11′ 10″ est | « PA00106244 » | Inscrit                       | 1950                | Immeubleélévation, toiture |
| Immeuble élévation, toiture | 10 rue Lyautey place d'Alliance                                            | 48° 41′ 39″ nord, 6° 11′ 12″ est | « PA00106245 » | Inscrit                       | 1950                | Immeubleélévation, toiture |
| Immeuble élévation, toiture | 11 rue Lyautey                                                             | 48° 41′ 39″ nord, 6° 11′ 11″ est | « PA00106246 » | Inscrit                       | 1950                | Immeubleélévation, toiture |
| Immeuble élévation, toiture | 11bis rue Lyautey                                                          | 48° 41′ 39″ nord, 6° 11′ 11″ est | « PA00106247 » | Inscrit                       | 1950                | Immeubleélévation, toiture |
| Immeuble élévation, toiture | 12 rue Lyautey                                                             | 48° 41′ 39″ nord, 6° 11′ 13″ est | « PA00106248 » | Inscrit                       | 1950                | Immeubleélévation, toiture |
| Immeuble élévation, toiture | 13 rue Lyautey                                                             | 48° 41′ 40″ nord, 6° 11′ 12″ est | « PA00106249 » | Inscrit                       | 1950                | Immeubleélévation, toiture |
| Hôtel du Grand Chantre porte | 1 rue Mably rue du Manège                                                  | 48° 41′ 28″ nord, 6° 11′ 14″ est | « PA00106250 » | Inscrit                       | 1944                | Hôtel du Grand Chantreporte |
| Hôtel du Grand Doyen ou Hôtel de Stainville vestibule, escalier, élévation, toiture                                                   | 9 rue Mably                                                                | 48° 41′ 26″ nord, 6° 11′ 16″ est | « PA00106125 » | Inscrit                       | 1944                | Hôtel du Grand Doyen ou Hôtel de Stainvillevestibule, escalier, élévation, toiture                                                   |
| Villa Majorelle décor intérieur, portail, clôture                                                                                     | 1 rue Louis-Majorelle                                                      | 48° 41′ 08″ nord, 6° 09′ 50″ est | « PA00106322 » | Classé                        | 1996                | Villa Majorelledécor intérieur, portail, clôture                                                                                     |
| Immeuble puits | 5 place Joseph-Malval (place Sain-Epvre)                                   | 48° 41′ 46″ nord, 6° 10′ 44″ est | « PA00106251 » | Classé                        | 1946                | Immeublepuits |
| Maison puits | 7 place Joseph-Malval (place Sain-Epvre)                                   | 48° 41′ 46″ nord, 6° 10′ 44″ est | « PA00106455 » | Inscrit                       | 1992                | Maisonpuits |
| Maison Luc mur de clôture, grille, décor intérieur, cage d'escalier, rampe d'appui, cheminée                                          | 25 rue de Malzéville 1bis rue Michelet                                     | 48° 42′ 08″ nord, 6° 10′ 45″ est | « PA00106252 » | Classé Inscrit                | 2004                | Maison Lucmur de clôture, grille, décor intérieur, cage d'escalier, rampe d'appui, cheminée                                          |
| Maison Cavallier élévation, toiture                                                                                                   | 93 rue de Metz                                                             | 48° 42′ 14″ nord, 6° 10′ 11″ est | « PA00106253 » | Inscrit                       | 1981                | Maison Cavallierélévation, toiture                                                                                                   |
| Immeuble fontaine, porte | 8 rue Montesquieu                                                          | 48° 41′ 27″ nord, 6° 11′ 07″ est | « PA00106255 » | Inscrit                       | 1944                | Immeublefontaine, porte |
| Immeuble porte, vantail | 11 rue Montesquieu                                                         | 48° 41′ 27″ nord, 6° 11′ 08″ est | « PA00106256 » | Inscrit                       | 1946                | Immeubleporte, vantail |
| Maison Renaudin élévation, toiture | 49, 51 rue Pasteur                                                         | 48° 40′ 54″ nord, 6° 10′ 06″ est | « PA00106257 » | Inscrit                       | 1981                | Maison Renaudinélévation, toiture |
| Chapelle de la Visitation Lycée Henri-Poincaré                                                                                        | 39 rue Henri-Poincaré                                                      | 48° 41′ 30″ nord, 6° 10′ 45″ est | « PA00106293 » | Classé                        | 1916                | Chapelle de la VisitationLycée Henri-Poincaré                                                                                        |
| Chambre de commerce et d'industrie de Meurthe-et-Moselle élévation, vestibule, salle du conseil                                       | 40 rue Henri-Poincaré                                                      | 48° 41′ 29″ nord, 6° 10′ 38″ est | « PA00106103 » | Inscrit Classé Inscrit        | 1994 1996 2013      | Chambre de commerce et d'industrie de Meurthe-et-Moselleélévation, vestibule, salle du conseil                                       |
| Immeuble porte, vantail | 45 rue des Ponts                                                           | 48° 41′ 16″ nord, 6° 10′ 57″ est | « PA00106258 » | Inscrit                       | 1946                | Immeubleporte, vantail |
| Immeuble décor intérieur | 55 rue des Ponts                                                           | 48° 41′ 13″ nord, 6° 10′ 59″ est | « PA54000067 » | Inscrit                       | 2005                | Immeubledécor intérieur |
| Immeuble porte avec imposte | 16 rue de la Primatiale                                                    | 48° 41′ 26″ nord, 6° 11′ 07″ est | « PA00106259 » | Inscrit                       | 1945                | Immeubleporte avec imposte |
| Immeuble porte, vantail | 18 rue de la Primatiale                                                    | 48° 41′ 26″ nord, 6° 11′ 07″ est | « PA00106260 » | Inscrit                       | 1944                | Immeubleporte, vantail |
| Maison de Nicolas Roxard de la Salle porte cochère, vantail                                                                           | 42 rue des Quatre-Églises                                                  | 48° 41′ 14″ nord, 6° 11′ 01″ est | « PA00106261 » | Inscrit                       | 1946                | Maison de Nicolas Roxard de la Salleporte cochère, vantail                                                                           |
| Ancien magasin Vaxelaire et Pignot devanture                                                                                          | 13 rue Raugraff                                                            | 48° 41′ 25″ nord, 6° 10′ 54″ est | « PA00132638 » | Inscrit                       | 1994                | Ancien magasin Vaxelaire et Pignotdevanture                                                                                          |
| Maison Bouret | 65 rue de la Ravinelle                                                     | 48° 41′ 44″ nord, 6° 10′ 15″ est | « PA00135412 » | Inscrit                       | 1995                | Maison Bouret |
| Villa Marguerite | 3 rue du Colonel-Renard                                                    | 48° 40′ 43″ nord, 6° 10′ 53″ est | « PA00132629 » | Inscrit                       | 1994                | Villa Marguerite |
| Ancien hôpital des Frères de la Charité élévation, toiture                                                                            | 5, 7 rue Sainte-Catherine                                                  | 48° 41′ 41″ nord, 6° 11′ 08″ est | « PA00106297 » | Inscrit                       | 1944                | Ancien hôpital des Frères de la Charitéélévation, toiture                                                                            |
| Maison de Clodion élévation | 22 rue Saint-Dizier                                                        | 48° 41′ 28″ nord, 6° 10′ 55″ est | « PA00106298 » | Classé                        | 1979                | Maison de Clodionélévation |
| Immeuble | 24 rue Saint-Dizier                                                        | 48° 41′ 28″ nord, 6° 10′ 56″ est | « PA00132639 » | Inscrit                       | 1994                | Immeuble |
| Immeuble Aimé | 42-44 rue Saint-Dizier                                                     | 48° 41′ 24″ nord, 6° 10′ 58″ est | « PA00132640 » | Inscrit                       | 1994                | Immeuble Aimé |
| Maison de Hanvs élévation | 48 rue Saint-Dizier                                                        | 48° 41′ 24″ nord, 6° 10′ 58″ est | « PA00106299 » | Inscrit                       | 1946                | Maison de Hanvsélévation |
| Immeuble porte | 112 rue Saint-Dizier 1 rue du Four                                         | 48° 41′ 16″ nord, 6° 11′ 05″ est | « PA00106262 » | Inscrit                       | 1945                | Immeubleporte |
| Immeuble du Crédit lyonnais vestibule, verrière                                                                                       | 7bis-9 rue Saint-Georges                                                   | 48° 41′ 28″ nord, 6° 10′ 58″ est | « PA00106106 » | Classé                        | 1996                | Immeuble du Crédit lyonnaisvestibule, verrière                                                                                       |
| Immeuble Génin-Louis oriel, élévation, toiture                                                                                        | 52 rue Saint-Jean 2 rue Bénit                                              | 48° 41′ 23″ nord, 6° 10′ 45″ est | « PA00106263 » | Inscrit                       | 1976                | Immeuble Génin-Louisoriel, élévation, toiture                                                                                        |
| Immeuble élévation, toiture | 5 rue Saint-Julien                                                         | 48° 41′ 31″ nord, 6° 11′ 03″ est | « PA00106264 » | Inscrit                       | 1976                | Immeubleélévation, toiture |
| Immeuble élévation, toiture | 9 rue Saint-Léon                                                           | 48° 41′ 20″ nord, 6° 10′ 23″ est | « PA00106265 » | Inscrit                       | 1981                | Immeubleélévation, toiture |
| Immeuble élévation | 11, 13 rue Saint-Léon                                                      | 48° 41′ 20″ nord, 6° 10′ 24″ est | « PA00106266 » | Inscrit                       | 1981                | Immeubleélévation |
| Maison Spilmann | 12-14 rue Saint-Léon                                                       | 48° 41′ 19″ nord, 6° 10′ 22″ est | « PA00132641 » | Inscrit                       | 1994                | Maison Spilmann |
| Maison façade sur cour avec tourelle et balcon                                                                                        | 4 rue Saint-Michel                                                         | 48° 41′ 49″ nord, 6° 10′ 44″ est | « PA00106300 » | Inscrit                       | 1928                | Maisonfaçade sur cour avec tourelle et balcon                                                                                        |
| Hôtel des deux Sirènes élévation, toiture                                                                                             | 5 rue Saint-Michel                                                         | 48° 41′ 48″ nord, 6° 10′ 44″ est | « PA00106301 » | Inscrit                       | 1945                | Hôtel des deux Sirènesélévation, toiture                                                                                             |
| Hôtel d'Olbelstein porte cochère, vantail                                                                                             | 23 rue Saint-Michel                                                        | 48° 41′ 46″ nord, 6° 10′ 41″ est | « PA00106267 » | Inscrit                       | 1944                | Hôtel d'Olbelsteinporte cochère, vantail                                                                                             |
| Hôtel de Hautoy puits | 26 rue Saint-Michel                                                        | 48° 41′ 46″ nord, 6° 10′ 39″ est | « PA00106118 » | Inscrit                       | 1946                | Hôtel de Hautoypuits |
| Immeuble décor intérieur | 9 rue Saint-Nicolas                                                        | 48° 41′ 24″ nord, 6° 11′ 05″ est | « PA54000011 » | Inscrit                       | 1998                | Immeubledécor intérieur |
| Immeuble porte, vantail | 11 rue Saint-Nicolas                                                       | 48° 41′ 24″ nord, 6° 11′ 05″ est | « PA00106268 » | Inscrit                       | 1946                | Immeubleporte, vantail |
| Immeuble porte | 27 rue Saint-Nicolas                                                       | 48° 41′ 21″ nord, 6° 11′ 07″ est | « PA00106269 » | Inscrit                       | 1946                | Immeubleporte |
| Immeuble porte cochère, vantail | 30 rue Saint-Nicolas                                                       | 48° 41′ 21″ nord, 6° 11′ 07″ est | « PA00106270 » | Inscrit                       | 1946                | Immeubleporte cochère, vantail |
| ancienne imprimerie Royer façades | 3bis rue de la Salpétrière                                                 | 48° 41′ 08″ nord, 6° 11′ 08″ est | « PA00132642 » | Inscrit                       | 1994                | ancienne imprimerie Royerfaçades |
| Maison Grisot dit hôtel de Gormand puis maison des Sœurs Macarons four, escalier, cheminée, élévation, rampe d'appui, toiture         | 10 rue des Sœurs Macarons                                                  | 48° 41′ 21″ nord, 6° 11′ 11″ est | « PA00106271 » | Inscrit                       | 1987                | Maison Grisot dit hôtel de Gormand puis maison des Sœurs Macaronsfour, escalier, cheminée, élévation, rampe d'appui, toiture         |
| Immeuble porte | 5 rue de la Source                                                         | 48° 41′ 39″ nord, 6° 10′ 43″ est | « PA00106272 » | Inscrit                       | 1944                | Immeubleporte |
| Hôtel du marquis de ville fontaine | 10 rue de la Source                                                        | 48° 41′ 42″ nord, 6° 10′ 44″ est | « PA00106121 » | Classé                        | 1927                | Hôtel du marquis de villefontaine |
| Immeuble élévation, toiture | 11 rue de la Source                                                        | 48° 41′ 39″ nord, 6° 10′ 43″ est | « PA00106273 » | Inscrit                       | 1944                | Immeubleélévation, toiture |
| Immeuble escalier | 15 rue de la Source                                                        | 48° 41′ 40″ nord, 6° 10′ 43″ est | « PA00106274 » | Inscrit                       | 1944                | Immeubleescalier |
| Hôtel de Brémoncourt porte cochère, vantail                                                                                           | 27 rue de la Source                                                        | 48° 41′ 41″ nord, 6° 10′ 43″ est | « PA00106275 » | Inscrit                       | 1944                | Hôtel de Brémoncourtporte cochère, vantail                                                                                           |
| Hôtel Philbert porte | 29 rue de la Source                                                        | 48° 41′ 42″ nord, 6° 10′ 42″ est | « PA00106276 » | Inscrit                       | 1944                | Hôtel Philbertporte |
| Hôtel de Spada porte | 37 rue de la Source                                                        | 48° 41′ 43″ nord, 6° 10′ 40″ est | « PA00106123 » | Inscrit                       | 1944                | Hôtel de Spadaporte |
| Hôtel de ville | Place Stanislas                                                            | 48° 41′ 35″ nord, 6° 11′ 01″ est | « PA00106124 » | Classé                        | 1886                | Hôtel de ville |
| Hôtel Jacquet élévation, toiture | 1 place Stanislas                                                          | 48° 41′ 35″ nord, 6° 10′ 57″ est | « PA00106277 » | Classé                        | 1929                | Hôtel Jacquetélévation, toiture |
| Hôtel Alliot élévation, toiture | 2 place Stanislas                                                          | 48° 41′ 37″ nord, 6° 11′ 03″ est | « PA00106278 » | Classé                        | 1929                | Hôtel Alliotélévation, toiture |
| Musée des beaux-arts | 3 place Stanislas                                                          | 48° 41′ 37″ nord, 6° 10′ 57″ est | « PA00106279 » | Classé                        | 1923                | Musée des beaux-arts |
| Opéra national de Lorraine | 4 place Stanislas                                                          | 48° 41′ 38″ nord, 6° 11′ 02″ est | « PA00106280 » | Classé                        | 1923                | Opéra national de Lorraine |
| Immeuble élévation, toiture | 5 place Stanislas                                                          | 48° 41′ 38″ nord, 6° 10′ 57″ est | « PA00106281 » | Classé                        | 1928                | Immeubleélévation, toiture |
| Immeubles élévation, toiture | 6, 8 place Stanislas                                                       | 48° 41′ 39″ nord, 6° 11′ 00″ est | « PA00106282 » | Classé                        | 1928                | Immeublesélévation, toiture |
| Immeubles élévation, toiture | 7, 9, 11 place Stanislas                                                   | 48° 41′ 38″ nord, 6° 10′ 57″ est | « PA00106283 » | Classé                        | 1928                | Immeublesélévation, toiture |
| Immeuble élévation, toiture | 10 place Stanislas                                                         | 48° 41′ 39″ nord, 6° 11′ 00″ est | « PA00106284 » | Classé                        | 1928                | Immeubleélévation, toiture |
| Immeuble élévation, toiture | 12 place Stanislas                                                         | 48° 41′ 39″ nord, 6° 11′ 00″ est | « PA00106285 » | Classé                        | 1928                | Immeubleélévation, toiture |
| Immeuble élévation, toiture | 14 place Stanislas                                                         | 48° 41′ 39″ nord, 6° 10′ 59″ est | « PA00106286 » | Classé                        | 1928                | Immeubleélévation, toiture |
| Place Stanislas grille, fontaines, sol, statues, vasques                                                                              | place Stanislas                                                            | 48° 41′ 37″ nord, 6° 11′ 00″ est | « PA00106099 » | Classé                        | 1886 2003           | Place Stanislasgrille, fontaines, sol, statues, vasques                                                                              |
| Place Stanislas | Place Stanislas                                                            | 48° 41′ 37″ nord, 6° 11′ 03″ est | « PA00106311 » | Classé                        | 1886 2003           | Place Stanislas |
| Bibliothèque municipale élévation, toiture                                                                                            | 43 rue Stanislas                                                           | 48° 41′ 31″ nord, 6° 10′ 43″ est | « PA00106287 » | Inscrit                       | 1946                | Bibliothèque municipaleélévation, toiture                                                                                            |
| Immeuble Margo élévation | 86 rue Stanislas                                                           | 48° 41′ 30″ nord, 6° 10′ 36″ est | « PA00106288 » | Inscrit                       | 1976                | Immeuble Margoélévation |
| Maison de Coriolis élévation, toiture                                                                                                 | 113, 115 avenue de Strasbourg                                              | 48° 40′ 47″ nord, 6° 11′ 47″ est | « PA00106289 » | Inscrit                       | 1977                | Maison de Coriolisélévation, toiture                                                                                                 |
| Immeuble élévation, toiture | 5 rue des Tiercelins                                                       | 48° 41′ 23″ nord, 6° 11′ 08″ est | « PA00106290 » | Inscrit                       | 1946                | Immeubleélévation, toiture |
| Immeuble élévation, toiture | 10 rue des Tiercelins                                                      | 48° 41′ 23″ nord, 6° 11′ 09″ est | « PA00106291 » | Inscrit                       | 1946                | Immeubleélévation, toiture |
| Immeuble escalier, élévation, toiture                                                                                                 | 30 rue des Tiercelins                                                      | 48° 41′ 24″ nord, 6° 11′ 12″ est | « PA00106292 » | Inscrit                       | 1946                | Immeubleescalier, élévation, toiture                                                                                                 |
| Ancien institut de zoologie | 32-34 rue Sainte-Catherine                                                 | 48° 41′ 41″ nord, 6° 11′ 18″ est | « PA54000088 » | Classé                        | 2016                | Ancien institut de zoologie |
| Maison alsacienne Fruhinsholz | 78 avenue du XXe Corps                                                     | 48° 41′ 51″ nord, 6° 11′ 59″ est | « PA00125526 » | Inscrit                       | 1993                | Maison alsacienne Fruhinsholz |
| Porte de la Citadelle | Rue de la Citadelle                                                        | 48° 42′ 00″ nord, 6° 10′ 41″ est | « PA00106312 » | Classé                        | 1910                | Porte de la Citadelle |
| Porte Sainte-Catherine | rue Sainte-Catherine - boulevard du 26e-RI                                 | 48° 41′ 44″ nord, 6° 11′ 24″ est | « PA00106315 » | Classé                        | 1925                | Porte Sainte-Catherine |
| Porte Saint-Georges | Place du Colonel-Driant - avenue du XXe Corps                              | 48° 41′ 33″ nord, 6° 11′ 19″ est | « PA00106316 » | Classé                        | 1879                | Porte Saint-Georges |
| Porte Saint-Nicolas | Place des Vosges - rue Saint-Dizier                                        | 48° 41′ 08″ nord, 6° 11′ 11″ est | « PA00106317 » | Classé                        | 1925                | Porte Saint-Nicolas |
| Porte Stanislas | rue Stanislas - rue Mazagran                                               | 48° 41′ 28″ nord, 6° 10′ 32″ est | « PA00106318 » | Classé                        | 1925                | Porte Stanislas |
| Statue du Sergent Blandan | place de Padoue                                                            | 48° 40′ 20″ nord, 6° 10′ 21″ est | « PA54000095 » | Inscrit                       | 2024                | Image manquante Téléverser |
| Temple protestant de Nancy (ancienne Abbaye Saint-Joseph)                                                                             | place Maginot                                                              | 48° 41′ 24″ nord, 6° 10′ 40″ est | « PA00106320 » | Classé                        | 1919                | Temple protestant de Nancy (ancienne Abbaye Saint-Joseph)                                                                            |